# Старокуручевский сельсовет
Старокуручевский сельсовет — муниципальное образование в Бакалинском районе Башкортостана.

## История
в 1988 году из состава сельсовета выведены три н.п. (Указ Президиума Верховного Совета Башкирской АССР от 20.05.1988 N 6-2/167 «Об образовании Килькабызовского сельсовета в Бакалинском районе»). Согласно Указу,

1. Образовать в Бакалинском районе Килькабызовский сельсовет с административным центром в селе Килькабызово.

2. Включить в состав Килькабызовского сельсовета населенные пункты: село Килькабызово, Куруч-Каран, поселок Яна-Кучь, исключив их из Старокуручевского сельсовета. 
В 2008 году в состав вошли Гусевский и Килькабызовский сельсоветы. Закон Республики Башкортостан от 19.11.2008 N 49-з «Об изменениях в административно-территориальном устройстве Республики Башкортостан в связи с объединением отдельных сельсоветов и передачей населённых пунктов», ст.1, п.6) е) гласит:

 Внести следующие изменения в административно-территориальное устройство Республики Башкортостан:

 объединить Старокуручевский, Гусевский и Килькабызовский сельсоветы с сохранением наименования «Старокуручевский» с административным центром в селе Старокуручево. Включить село Старогусево, деревни Балчиклы, Мунча-Елга, Новогусево, Новоостанково Гусевского сельсовета, сёла Килькабызово, Куруч-Каран Килькабызовского сельсовета в состав Старокуручевского сельсовета.

Утвердить границы Старокуручевского сельсовета согласно представленной схематической карте.

 Исключить из учётных данных Гусевский и Килькабызовский сельсоветы 

## Население
| 2002  | 2009  | 2010  | 2012  | 2013  | 2014  | 2015  |
| ----- | ----- | ----- | ----- | ----- | ----- | ----- |
| 3313  | ↘3281 | ↘2778 | ↘2709 | ↘2619 | ↘2522 | ↘2456 |
| 2016  | 2017  |       |       |       |       |       |
| ↘2403 | ↘2332 |       |       |       |       |       |

## Состав сельского поселения
| №  | Населённый пункт | Тип населённого пункта       | Население |
| -- | ---------------- | ---------------------------- | --------- |
| 1  | Старокуручево    | село, административный центр | ↘1478     |
| 2  | Килькабызово     | село                         | ↘358      |
| 3  | Старогусево      | село                         | ↘306      |
| 4  | Камаево          | село                         | ↘243      |
| 5  | Балчиклы         | деревня                      | ↘192      |
| 6  | Новокуручево     | село                         | ↘72       |
| 7  | Куруч-Каран      | село                         | ↘42       |
| 8  | Ахмерово         | деревня                      | ↘41       |
| 9  | Мунча-Елга       | деревня                      | ↘30       |
| 10 | Новоостанково    | деревня                      | ↘12       |
| 11 | Новогусево       | деревня                      | ↘4        |